# 広原駅
広原駅（ひろわらえき）は、宮崎県西諸県郡高原町大字広原にある、九州旅客鉄道（JR九州）吉都線の駅である。

## 歴史
- 1961年（昭和36年）10月1日：開業[1][2]。旅客のみを取り扱う駅員無配置駅[3]。
- 1987年（昭和62年）4月1日：国鉄分割民営化により、九州旅客鉄道が継承[1]。

## 駅構造
単式ホーム1面1線を有する地上駅。駅舎はなく、ホーム上に待合所が設置されている。無人駅。

## 利用状況
2015年（平成27年）度の1日平均乗車人員は17人である。
近年の1日平均乗車人員は以下の通り。
| 年度   | 1日平均 乗車人員 |
| ------ | ---------------- |
| 1996年 | 13               |
| 1997年 | 16               |
| 1998年 | 19               |
| 1999年 | 19               |
| 2000年 | 18               |
| 2001年 | 13               |
| 2002年 | 15               |
| 2003年 | 15               |
| 2004年 | 12               |
| 2005年 | 18               |
| 2006年 | 16               |
| 2007年 | 20               |
| 2008年 | 22               |
| 2009年 | 21               |
| 2010年 | 16               |
| 2011年 | 14               |
| 2012年 | 18               |
| 2013年 | 17               |
| 2014年 | 16               |
| 2015年 | 17               |

## 駅周辺
- 高原町立広原小学校
- 広原簡易郵便局
- 広原保育所
- 宮崎自動車道
- 宮崎県道405号西麓小林線
- 宮崎交通バス「広原」停留所 - 宮崎県道405号線沿い。

## 隣の駅
九州旅客鉄道（JR九州）
■吉都線
小林駅 - 広原駅 - 高原駅